# 相馬盛胤 (十五代当主)
相馬 盛胤（そうま もりたね）は、戦国時代から安土桃山時代にかけての武将・大名。相馬氏15代当主。陸奥国行方郡小高城主。

## 生涯
享禄2年（1529年）、14代当主・相馬顕胤の嫡男として生まれた。
盛胤の母は陸奥守護・伊達稙宗の長女（屋形御前）であり、盛胤の室は現在の伊達市にあった懸田城主・懸田義宗の娘であるなど、伊達氏とは密接な血縁関係にあったが、伊達稙宗は長男・晴宗と対立。天文の乱が勃発すると、父・顕胤は稙宗派として晴宗と戦ったため、盛胤も稙宗派と目された。蘆名氏は伊達氏の内訌に乗じて独立。相馬氏は伊達氏と蘆名氏の南陸奥の二大勢力、そして領地を接する田村氏、岩城氏、常陸国の佐竹氏などの拮抗する勢力の間で、国人領主としての選択を迫られた。稙宗が伊具郡の丸森城に隠居した後も、相馬氏と伊達氏は丸森城と伊具郡周辺領域をめぐって抗争は激化し、1540年代から1590年代までの半世紀にもわたって戦に明け暮れたという。
天文16年（1547年）、黒川城主である蘆名盛舜・盛氏（稙宗婿）父子、須賀川城主・二階堂照行（稙宗婿）、三春城主の田村義顕・隆顕（稙宗婿）父子はそれぞれ領地を接し不和を生じた。蘆名氏は晴宗派に転じ、飯野平城主・岩城重隆（晴宗舅）と結んで、安積口に出陣。稙宗派・田村氏と争った。相馬顕胤の弟・堀内近胤の正室は蘆名盛舜の娘であるため、政略結婚上、浜通り北部の相馬氏は、三春城の田村氏を、中通りの二階堂氏や会津の蘆名氏と挟撃する形勢となった。同年、伊達晴宗の長男（親隆）は岩城氏へ養子に入った。
天文17年（1548年）、祖母が田村家出身であった岩城重隆は晴宗派と蘆名氏の勢いに乗り、また白河城主・結城晴綱（白河結城氏）の権勢を後ろ盾にして相馬領へ侵攻した。このため相馬氏は岩城氏を警戒する事態となった。田村氏は伊達父子の間を調停。天文の乱は13代将軍・足利義輝の仲裁を承けて、稙宗が晴宗と阿武隈川を挟んで相馬・懸田・亘理寄り（拠り）に位置する丸森城に隠居して晴宗に家督を譲るという形で和睦し終結した。一方、関東では後北条氏を初め、諸大名が下剋上の時勢に乗り勢力を拡張し、足利将軍家の力も及び難かったため、その後も南陸奥の諸大名と国人領主は奥羽・関東の覇権や自家の命運を懸けて争った。同年、嫡男・義胤が生まれた。
天文18年（1549年）、父・顕胤が死去したため家督を継いだ盛胤は、以前からの約束を違えず、妹を田村清顕に嫁がせた。それに際して、化粧料として標葉郡のうち、南津島（浪江町南津島）・葛尾・岩井沢・古道の四か村を田村氏に譲った記録が残っている。この頃、盛胤の室の実家である懸田城主である懸田俊宗・義宗父子は晴宗の出した和睦の条件「懸田城撤廃」を不服として抵抗を続けていたが、天文22年（1553年）に遂に滅亡した。
弘治3年（1557年）、伊達晴宗と名取郡の座流川（沙留川）で戦う。
永禄2年（1559年）、伊達稙宗が小高城へ来訪、自分の娘を義胤の嫁に薦める。翌永禄3年（1560年）、稙宗の末娘・越河御前を義胤の正室として迎えた。
永禄5年（1562年）8月15日、中村城を出陣拠点として、佐竹義昭の居城・太田城を攻めんとする。佐竹義昭の軍勢を孫沢（現在の茨城県日立市多賀町）に迎え討つ。ついで義昭と盛胤は和睦する。この時の相馬軍の死者を祭る慰霊碑として、現在の常陸多賀駅（旧名：下孫駅）の近くに「相馬碑」が建てられている。
永禄6年（1563年）、相馬家臣の青田顕治・胤治父子や中村城代・草野直清らが離反し、亘理郡の者を仲間に引き入れ戦に及んだ。盛胤は義胤を初陣させ反乱を鎮圧した。この戦では佐藤好信が大功を立てた（貝殻坂・石積坂の戦）。同年、亘理元宗は名取郡北目是義と不和となり、相馬に加勢を頼んだ。盛胤は義軍を出し、北目城を攻め落とした 。同年、元服を迎えたばかりの次男・隆胤を中村城代としている。　　　　　　　　　
永禄7年（1564年）、相馬父子は亘理元宗を援け名取郡北目に出陣。粟野宗国を伐つ（『相馬の歴史と民俗から』岩崎敏夫著）。かつては現在の宮城県仙台市太白区に北目城が、名取市に北目村が存在した。北目城主の粟野大膳（宗国・宗重）は名取郡北方三十三郷之旗頭として勢力を振るっていたという。近隣では留守顕宗と国分宗政が対立していた。この時、伊達稙宗は隠居の身であるが、近く丸森城におり、今だ存在感を示していた。伊達稙宗の洞 (武家)による支配力強化のため、相馬氏と亘理氏が協力して北目を攻めたと見ることができる。そして時代は稙宗派と晴宗派の対立から、晴宗派と輝宗派の対立へと変わっていった。伊達家中では晴宗が家督を輝宗に譲り隠居。亘理元宗は輝宗の軍勢を恐れ、相馬盛胤と相談、協力して伊具郡を攻めることを提案した。同年には角田城の田手氏が伊達輝宗へ反旗を翻している。
永禄8年（1565年）、将軍・足利義輝が死去し、同年に伊達稙宗、佐竹義昭も死去。稙宗の遺言をめぐり、相馬氏と伊達氏の間で領土問題が起きる。伊達氏と佐竹氏、両雄の勢力に挟まれる形勢となっていた浜通りの相馬氏・岩城氏は方針転換の時期を迎えた。この頃、相馬家では義胤の正室・越河御前（伊達稙宗女）と離縁し、伊達家に帰したとされる。越河御前は離縁してからほどなくして死去したという。盛胤は田村氏との不戦関係を維持する一方で伊達輝宗と、伊具郡丸森城を巡って争うこととなる。標葉郷大将泉田胤清の三男・泉田甲斐長安を新地城（蓑首城）代としている。　
永禄9年（1566年）相馬父子、亘理元宗の誘いに乗り、小斎・金津を攻めを決行（奥相茶和記）。5月、相馬家臣・標葉氏の一族藤橋胤泰（紀伊胤安）が伊具郡小斎城代・八替七郎兵衛を討つ。相馬父子は亘理元宗と共に出陣して伊具郡小斎城（小佐井、丸森町小斉）を略奪。続いて金津（宮城県角田市）を攻略した。小斎は相馬領、金津は亘理領とされた。この後、金山は城もなく屋敷構えだけだったので居住していた伊達の地侍四十九院（つるしいん）を説いて味方にし、暴風雨の夜に乗じて屋敷内に相馬の軍勢を入れた。
永禄10年（1567年）、晴宗の後継・伊達輝宗に長男・梵天丸が生まれる。
永禄11年（1568年）4月3日、伊達輝宗と伊達郡小島（元・掛田氏の所領、現・川俣町小島）に戦う。
永禄12年（1569年）、盛胤の正室・掛田御前が死去。供養のため金性寺を建てる（南相馬市小高区小高字堂前）。
元亀元年（1570年）3月20日、岩城隆時死去。これより先に相馬家臣・室原伊勢が守る富岡城を岩城隆時に攻められ、木戸城と富岡城（楢葉郡）を奪還される。4月14日、相馬父子伊具郡丸森城を攻め落とす。また同年、伊達の宿老逃げ来る。
元亀2年(1571年)、亘理家臣・坂元隆俊の居城愛宕山城（坂元城/宮城県亘理郡）を攻める。
元亀3年(1572年)、坂元三河、蓑首山（山元町坂元）に新たに坂元城を築城。
天正元年（1573年）に室町幕府が滅亡すると天正2年1月（1573年12月）、岩瀬郡須賀川城主・二階堂盛義が伊達氏から離反。田村氏は二階堂氏を攻め、2月16日までに南は白河結城氏の領地・竜崎（石川郡玉川村）、岩峯寺（同）、西は蘆名氏の領地である安積郡の成田（郡山市三穂田町）、川田（同）、富田（同富田町）、小原田（同小原田）まで制した。天正2年（1574年）9月6日、田村隆顕死去。
天正3年（1575年）6月下旬、相馬父子・座流（座留）川で敗れる。盛胤は葛西氏、国分氏、亘理氏などの現在の宮城県の諸将と共に伊達輝宗を攻めようとしたが、諸将は旗色を変えて攻め寄せる気配を見せたため、後退を決意した。敵の鉄砲隊には自陣を乱され、大雨で川水は増し濁流が土橋を流していた。盛胤は無事に座流川南岸に辿り着くも、義胤は川へ入ろうとしたとき鎧袖を敵の熊手に掛けられ逃げられなくなった。そこへ、既に川を渡っていた黒木対馬が馬を返して、川に飛び込んで義胤を救った。対馬は相馬顕胤に討たれた黒木弾正正房の子である。その後、盛胤は自ら殿軍を務め後退した。総軍で追撃を受ければ、相馬父子の命も危なかったが、敵は追撃してこず、鉄砲も音だけで弾丸も飛んでこなかったという。
天正4年（1576年）春、相馬家は青田顕治の子・新舘胤治に奥郡（宮城県）を探らせ、義胤の後室に桃生郡深谷の小野城（桜ヶ森館）主・長江盛景の娘を迎えた。4月13日、義胤を亘理領へ出陣させ在家に放火、撫で斬りを行い、雑兵を討って物資を略奪。亘理元宗と対陣。元宗は攻めてこず、義胤は新地まで引いた。
5月6日、亘理元宗、伊達輝宗の加勢を得て15日には新地と駒ヶ嶺の間まで進軍。駒ヶ嶺城を攻めるが、義胤が城から打って出ると後退。亘理郡小塘邑（こつつみむら）まで引いた。輝宗ここに数日逗留し、この間に小斎のうち川子邑矢野目に陣を張った。
7月17日、小斎・金山城で開戦。相馬父子は伊達輝宗と戦い冥加山で大勝したが、この後も伊達勢は怯まず一進一退の攻防を続けた。
8月5日、田村清顕、伊達・相馬の戦いを仲介する。伊達晴宗これをきかず。
8月下旬、相馬父子、義胤の活躍で坂元（後藤）三河を伐つ。
9月13日、蘆名盛氏、書を伊達輝宗に送り相馬と和睦することをすすめる。
10月9日、相馬盛胤、伊達郡川俣（元・掛田氏の所領）を攻める。同日、伊達輝宗、伊具郡小斎城（元・伊達稙宗の隠居領）を攻める。
同10月、蘆名盛氏・田村清顕・北条氏政ら伊達輝宗と相馬盛胤との和睦をはかる。輝宗これをきかず。
11月15日、伊達政宗元服。
天正5年12月5日（1578年1月12日）、伊達晴宗が死去。
天正6年（1578年）1月、盛胤は家督を嫡男の義胤に譲り隠居した。その後も各地の城代となっていた子の隆胤や郷胤を補佐にあたるなど、政治的・軍事的活動は継続した。隠居後も伊達氏とは一進一退の状況が続いていた。また『藤葉栄衰記』によれば、同年3月、岩城氏とも戦いを交えている。
天正11年（1583年）、義胤は伊達輝宗・政宗父子と伊具郡金山城・丸森城で戦うが、中村城下に自ら出向いた田村清顕の説得で、丸森城、金山城を返還し、伊達氏との和議が成立した。
しかし、天正12年（1584年）の蘆名盛隆の死去、天正13年（1585年）の伊達輝宗と二本松義継の死去という有力大名家当主の死去が相次ぐと奥羽の情勢は大きく変化した。義胤は人取橋の戦いでは蘆名・佐竹連合軍に加わった。佐竹氏を総大将として4倍以上の戦力差で政宗を攻め、窮地に立たせるも、伊達家臣・鬼庭左月斎や伊達成実の奮戦などによって政宗を逃し、天正14年（1586年）には盛胤の妹婿である田村清顕も死去。田村氏の継承問題を皮切りに相馬氏と伊達氏の関係は決裂。闘争は激化した。天正16年（1588年）、大崎家中の内紛に介入した政宗が敗北すると（大崎合戦）、相馬父子は蘆名義広と組んで再び政宗と戦う（郡山合戦）が、決戦には至らず、天正17年（1589年）には政宗によって新地城（蓑首城）、駒ヶ嶺城など宇多郡の拠点を奪い取られ、蘆名義広が摺上原の戦いで政宗に敗れると、伊達氏は蘆名氏の版図（福島県の会津地方・中通り地方）を併呑し、相馬氏は一気に滅亡の危機に立たされることになる。
子の隆胤を失うなど不利を悟った盛胤は家名の存続を考え、伊達氏への服属を小高城の義胤に提案した。しかし、義胤は自害か討死を主張したため、盛胤は武士の本懐であるとして同調し自身も中村城で切腹することを表明した。義胤は政宗が攻めてきたときは防戦せず、旗本に突撃して討死することを望み有志を募った。翌日、侍50人、下々430余人が小高城で妙見水を飲み討死の供として誓約したが、このことを聞き伝えると、領内全土から侍だけでなく、町人、百姓、陪従までが誓約したため総勢2000人余になったという。しかし、翌年、豊臣秀吉の小田原征伐が始まったため、伊達氏の侵攻も中断された結果、相馬氏は秀吉に所領を安堵され、近世大名として生き延びることができた。
慶長5年（1600年）、相馬氏は関ヶ原の戦いを中立。翌慶長6年（1601年）、相馬氏の帰趨が定まらない中、盛胤は没した。